# Landstorm Nederland
Landstorm Nederland, wcześniejsza nazwa Landwacht Nederland – holenderska kolaboracyjna formacja zbrojna obrony terytorialnej.

## Geneza
Po zajęciu Holandii przez Niemcy nowo powołany Komisarz Rzeszy Arthur Seyss-Inquart zgodził się na utworzenie paramilitarnej formacji policyjnej pod nazwą Landwacht Nederland. W jej skład weszli członkowie Narodowo-Socjalistycznego Ruchu Holenderskiego (NSB). Landwacht pełnił pomocnicze zadania wobec policji niemieckiej, uczestnicząc zwłaszcza w akcjach przeciwko Żydom, komunistom i innym grupom uznanym za wrogie przez niemieckie władze okupacyjne i NSB.

## Zarys historyczny
Na bazie tej jednostki policyjnej 12 marca 1943 r. została utworzona formacja pod tą samą nazwą Grenadier-Regiment I Landwacht Nederland. Jej zadaniem było zwalczanie na terenie okupowanej Holandii zewnętrznych i wewnętrznych wrogów. Składała się wyłącznie z ochotników. Dostawali oni żołd, wyżywienie i kwaterunek oraz nie podlegali obowiązkowi pracy. Ponadto służyli w kraju i nie mogli być wysłani na front wschodni do walki z Sowietami. 3 maja rozpoczęło się szkolenie wojskowe. 30 maja pierwszy kontyngent ochotników złożył przysięgę na wierność Adolfowi Hitlerowi jako germańskiemu Führerowi. 16 października tego roku formacja została przemianowana na SS-Grenadier-Regiment Landstorm Nederland. Jego pododdziały stacjonowały w Den Bosch, Vught, Roermond i Hoogeveen. Liczyły wówczas ok. 2400 ludzi. Początkowo nie podlegały niemieckiemu SS, ale obowiązywały w nich prawa i regulaminy Waffen-SS. Żołnierze nosili mundury Waffen-SS, ale bez runów SS na patkach. Prawo ich noszenia mieli jedynie niemieccy oficerowie i holenderscy weterani przeniesieni z frontu wschodniego. Rozwój Landstorm Nederland był mocno popierany przez przywódcę Holenderskiego Ruchu Narodowo-Socjalistycznego, Antona A. Musserta. Wstąpiło do niego wielu członków NSB, zwłaszcza z bojówek Weerafdeling. Dzięki temu w 1943 r. liczebność Landstorm Nederland wzrosła do ok. 3400 ludzi. A. A. Mussert liczył na to, że formacja będzie stanowić zaczątek nowej armii holenderskiej. Jednakże Niemcy inaczej widzieli jej rolę. Wyższy dowódca policji i SS w Holandii, SS-Obergruppenführer Hans Rauter chciał raczej przeniesienia nowo wstępujących ochotników do jednostek Waffen-SS na froncie wschodnim (zwłaszcza do 5 Dywizji Pancernej SS „Wiking”). Ponadto wzrost liczebności formacji powodował obawy okupantów, że po wejściu na obszar Holandii wojsk alianckich jej żołnierze mogą zwrócić broń przeciw dotychczasowemu sojusznikowi. Tak więc starali się ograniczać napływ nowych ochotników.
Po wylądowaniu aliantów w Normandii i dotarciu do Belgii część pododdziałów Landstorm Nederland (składającego się wówczas z trzech batalionów piechoty) na pocz. września 1944 r. została przez Niemców skierowana do walki. Dwa bataliony (I i II) przeniesiono do obrony Kanału Alberta w rejonie miejscowości Merksem i Hasselt. Słabo uzbrojone i przeszkolone wzięły udział w walkach z Brygadą „Prinses Irene”, złożoną z wolnych Holendrów, po czym musiały być szybko wycofane do kraju. 17 września rozpoczęła się powietrznodesantowa operacja „Market-Garden”, która objęła centralną i wschodnią część Holandii. Niemcy wcielili III batalion Landstorm Nederland (znajdujący się dopiero w trakcie przeszkolenia) do 9 Dywizji Pancernej SS „Hohenstaufen” i wysłali do walki z brytyjską 1 Dywizją Powietrznodesantową do Arnhem. Jednakże z uwagi na brak wiary w zdolność bojową batalionu, dowódca 9 DPanc. trzymał go tak długo, jak to możliwe z dala od walki. Ostatecznie jednak 21 września Holendrzy weszli do akcji w rejonie miasta Elst przy drodze Arnhem-Nijmegen. Po kilku dniach obrony zostali oni odepchnięci przez oddziały brytyjskiej 43 Dywizji Piechoty (Wessex). 1 listopada Landstorm Nederland został przekształcony w Ochotniczą Brygadę Grenadierów SS „Landstorm Nederland” (SS-Freiwilligen-Grenadier-Brigade „Landstorm Nederland”).